# Alex Holzwarth
Alex Holzwarth (ur. 4 października 1968 w Landshut, Niemcy) – muzyk i instrumentalista (perkusista), znany z występów we włoskiej grupie powermetalowej Rhapsody. Absolwent monachijskiej szkoły „Drummers Focus”. Znany również ze współpracy z grupami Avantasia, Looking Glass Self, Blind Guardian, Hexfire, Angra oraz Paradox.
Jego młodszy brat Oliver również jest muzykiem.